# Abschnittsbefestigung Leistelberg
Die Abschnittsbefestigung Leistelberg ist ein Abschnittswall 850 m nordöstlich der Filialkirche St. Georg in Dürn, einem Gemeindeteil des oberpfälzischen Marktes Breitenbrunn im Landkreis Neumarkt in der Oberpfalz. Die Anlage wird als Bodendenkmal unter der Aktennummer D-3-6935-0208 als „Abschnittsbefestigung vor- und frühgeschichtlicher Zeitstellung“ geführt.

## Beschreibung
Die trapezförmige Anlage liegt 50 m höher und 150 m südlich der Wissinger Laber. Sie besitzt die Ausmaße von 75 m (in Südwest-Nordost-Richtung) und 110 m (in Nordwest-Südost-Richtung). Das Areal ist heute von Wald bestanden. Es lassen sich schwache Randwälle erkennen.